# Корнуоллис (остров, Канада)
Корнуо́ллис (англ. Cornwallis Island, фр. Île Cornwallis) — остров Канадского Арктического архипелага, административно относится к региону Кикиктани территории Нунавут к Крайнему Северу Канады

## География

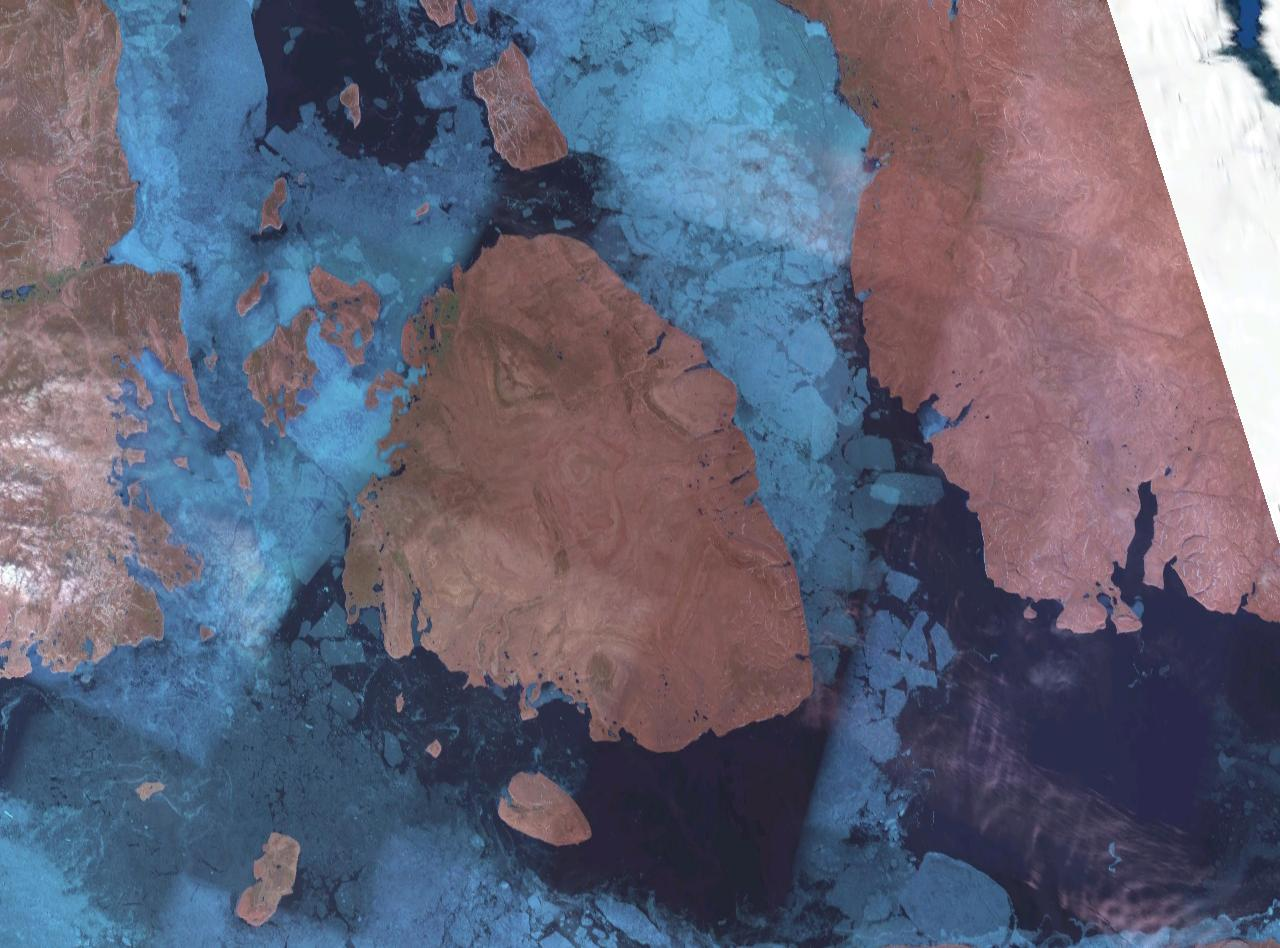
Остров Корнуоллис. Космический снимок NASA.

Площадь острова 6995 км², он занимает 96-е место по площади в мире и 21-е в Канаде. Длина береговой линии 636 км.
Пролив Барроу отделяет остров Корнуоллис от лежащего в 51 км к югу острова Сомерсет, пролив Веллингтон — от расположенного в 28 км к северо-востоку острова Девон, пролив Куинс — от острова Батерст, лежащего западнее. Между островами Корнуоллис и Батерст находится множество мелких островов, включая Литл-Корнуоллис, севернее расположен небольшой остров Бейлли-Гамильтон.
Максимальная длина острова 115 километров, ширина — 90 километров. Ландшафт острова большей частью представляет собой низменные равнины, только юго-восточная часть острова холмистая с максимальной высотой около 350 метров.

## История
Остров Корнуоллис был открыт в 1819 году Уильямом Парри и назван в честь британского адмирала Уильяма Корнуоллиса.

## Население
Единственным поселением острова является Резольют. Население составляет 183 человека.